# Lomatia taurica
Lomatia taurica är en tvåvingeart som beskrevs av Paramonov 1925. Lomatia taurica ingår i släktet Lomatia och familjen svävflugor. Inga underarter finns listade i Catalogue of Life.